# Ilema chloroptera
Ilema chloroptera är en fjärilsart som beskrevs av George Francis Hampson 1893. Ilema chloroptera ingår i släktet Ilema och familjen tofsspinnare. Inga underarter finns listade i Catalogue of Life.